# SDガンダム GGENERATION GENESIS
『SDガンダム GGENERATION GENESIS』（エスディーガンダム ジージェネレーション ジェネシス）は、バンダイナムコエンターテインメントより2016年11月22日に発売されたPlayStation Vita・PlayStation 4用ゲームソフト。2018年4月26日にはNintendo Switch用に『SDガンダム GGENERATION GENESIS for Nintendo Switch』が発売された。
予約特典として有料ダウンロードコンテンツの無料ダウンロードパス、Switch版の早期購入特典として、『スーパーガチャポンワールド SDガンダムX』Nintendo Switch移植版のダウンロードコードがそれぞれ封入されていた。
本シリーズ初のHD化作品で、PS VitaとPS4のダブルプラットフォーム同時発売となった。HDハードということでユニットのモデリングは全て一新され、頭身は従来までの2頭身から3頭身に上がり、演出もフル3Dになった。これに対応するための第4世代型のGジェネとしてゲームエンジン開発を一から行った。ため、前作『SDガンダム GGENERATION OVER WORLD』から4年ぶりの発売となった。また、原作再現型の作品としては『SDガンダム GGENERATION SPIRITS』以来9年ぶりとなる。
発表当初はPlayStation 3版の発売も予定されていたが、発売中止となっている。クロスセーブに対応している。
「宇宙世紀100年の歴史を辿る」とテーマが銘打たれており、同様のコンセプトだった『SPIRITS』をベースとして宇宙世紀を舞台とする『1st』から『UC』までから約650体以上の機体が登場。さらに同時期に発表された各種ゲームを繋ぐガンダムゲーム30周年記念機体として「ホットスクランブルガンダム」も本作に無料ダウンロードコンテンツとして配信された。
シナリオ面では『コロニーの落ちた地で…』『Lost War Chronicles』が復活しているほか、『CROSS DIMENSION 0079 死に行く者たちへの祈り』『ジオニックフロント』『BATTLEFIELD RECORD U.C.0081』が本格的に収録され、『機動戦士ガンダム外伝 ミッシングリンク』が新たに収録されている。また、宇宙世紀以外の作品では『ガンダム Gのレコンギスタ』、当時放送中だった『機動戦士ガンダム 鉄血のオルフェンズ』などから一部の機体やキャラクターが登場する。
2024年1月24日をもって、PlayStation Vita版のダウンロード版と全ダウンロードコンテンツの配信を停止した。

## システム

### 過去作からの仕様変更
- 『WARS』『WORLD』『OVER WORLD』に登場したベーシック機が削除された。
- 戦艦の大部分がゲストユニットが敵を倒しGETゲージを最大まで溜めるか、やり込み要素のクエスト報酬を満たさないと生産リストに登録されず、初期状態で運用できる戦艦がキャリーベース、生産リストに初期登録されているサラミス、ムサイ、ミデア、ミニトレーしか使えない。
- 『PORTABLE』以来となる自軍でのサブフライトシステムの使用が復活した。「戦艦グループ」によるグループ攻撃が新たに実装されている[4]。
- 『SPIRITS』と同じく、∀ガンダムの黒歴史版が本作の最終ボスとして登場。『∀』は登場作品には含まれていないが、∀ガンダム（黒歴史）のプロフィールには∀ガンダムに関する記述がある。
- 『SPIRITS』以来となるマルチシチュエーションモードが復活した[4]。
- 前作までのブレイク要素は一定条件（クエスト）を達成すると同系統の作品のユニットが敵増援として登場する「ヒストリカルモーメント」という形に変化した。

## キャラクター

### 登場声優の扱い
原作での担当声優が死去、もしくは引退、長期休養しているキャラクターの声の扱いが本作ではキャラクターによって異なっているが、ほとんどは新たに起用した代役による新録とせずにライブラリー音声を使用している。
- ドズル・ザビは劇場版III『めぐりあい宇宙』で同役を演じた玄田哲章に変更された。
- マット・ヒーリィは『機動戦士ガンダム サイドストーリーズ』で同役を演じた小西克幸に変更された。
- エルピー・プルとプルツーは『ガンダムジオラマフロント』と同じく本多陽子に変更され、台詞の大幅な新規収録が行われた。

### オリジナルキャラクター
ユーコ・オルテンシア
声：鈴華ゆう子
本作のオープニング・エンディング曲の歌唱を担当した鈴華ゆう子をモチーフにしたキャラクター。活発で元気で前向きな性格。

## 登場作品
作品名の後ろに☆印があるものはダウンロードコンテンツおよびNSW版で追加された。
| - 機動戦士ガンダム - 機動戦士ガンダム（劇場版） - 機動戦士ガンダム THE ORIGIN ☆ - MSV - MS-X - 機動戦士ガンダム MS IGLOO 1年戦争秘録 - 機動戦士ガンダム MS IGLOO 黙示録0079 - 機動戦士ガンダム MS IGLOO2 重力戦線 - 機動戦士ガンダム 第08MS小隊 - 機動戦士ガンダム CROSS DIMENSION 0079 死にゆく者たちへの祈り - 機動戦士ガンダム外伝 THE BLUE DESTINY - 機動戦士ガンダム外伝 コロニーの落ちた地で… - ジオニックフロント 機動戦士ガンダム0079 - 機動戦士ガンダム戦記 Lost War Chronicles - 機動戦士ガンダム めぐりあい宇宙 - 機動戦士ガンダム外伝 宇宙、閃光の果てに… - 機動戦士ガンダム サンダーボルト ☆ - 機動戦士ガンダム0080 ポケットの中の戦争 - 機動戦士ガンダム戦記 BATTLEFIELD RECORD U.C.0081 - 機動戦士ガンダム外伝 ミッシングリンク - 機動戦士ガンダム ファントム・ブレット - 機動戦士ガンダム0083 STARDUST MEMORY - 機動戦士ガンダム C.D.A. 若き彗星の肖像 ☆ | - 機動戦士Ζガンダム - 機動戦士Ζガンダム A New Translation - Ζ-MSV - ガンダム新体験 グリーンダイバーズ - ADVANCE OF Ζ ティターンズの旗のもとに - ガンダム・センチネル - 機動戦士ガンダムΖΖ - MSV-R - 機動戦士ガンダム MSV-R ジョニー・ライデンの帰還 ☆ - 機動戦士ガンダム 逆襲のシャア - CCA-MSV - M-MSV - 機動戦士ガンダムUC - UC-MSV - 機動戦士ガンダム 閃光のハサウェイ ☆ - ガンダム Gのレコンギスタ - 機動戦士ガンダム 鉄血のオルフェンズ ☆ - ガンダムビルドファイターズトライ ☆ - ハーモニー・オブ・ガンダム - SDガンダムワールド ガチャポン戦士 スクランブルウォーズ - SDガンダムGX - GUNDAM TACTICS MOBILITY FLEET0079 - ガンダム・ザ・バトルマスター - 機動戦士ガンダム ギレンの野望 - 機動戦士ガンダム 戦場の絆 - SDガンダム GGENERATION モノアイガンダムズ☆ |

## 主題歌
オープニングテーマ「永世のクレイドル」
作詞・作曲：黒うさ / 編曲：倉内達矢 / 歌：鈴華ゆう子
エンディングテーマ「Remains」
作詞・作曲：黒うさ / 編曲：倉内達矢 / 歌：鈴華ゆう子

## 開発
本作が開発された理由として、本作のバンダイナムコエンターテインメントプロデューサーだった伊藤翔平はPS4の新世代ハードの登場に合わせてGジェネを遊びたいというユーザーの声があったことと、ガンダムゲーム30周年の節目ということで内部からも機運が高まっていたためと語っている。新ハードでの開発ということで新しいGジェネの始まりを象徴する「ジェネシス」と命名された。なお、『ガンダムSEED』に同名の兵器が登場するが一切関係ないことも同じインタビュー内で答えている。
本作は、シリーズ史上初めて3つのプラットフォームで展開することになったため、開発にも時間がかかってしまった。
開発に際しては、ハード上の制約の中でどこまでフルアニメーションで表現できるかという挑戦もあったとトムクリエイトの上瀧圭一郎はのちに述懐している。

## 広報
本作のプロモーションの一環として、フジテレビ系列の幼児向けテレビ番組「ひらけ!ポンキッキ」の楽曲である「はたらくくるま」の替え歌「はたらくモビルスーツ」と「はたらくマニアックなモビルスーツ」のPVをYouTubeで公開。オリジナルの「はたらくくるま」を歌唱したのこいのこの他、「はたらくマニアックなモビルスーツ」ではアムロの物真似で知られる若井おさむも楽曲の歌唱に参加した。

## 反響
メディアクリエイトによると、本作は発売から1週間でPS4版とVita版合わせて約17万5000本が売れたという。
本作の開発陣は2019年のファミ通とのインタビューの中で、ユーザから「宇宙世紀以外の作品も遊んでみたい」「キャラクターのカットインが少ない」といった指摘が挙がったと語っている。後者についてバンダイナムコエンターテインメントの塚中健介は、コクピットのカットインは本作の魅力として表現したものの、設定が機体によって異なるため、パイロットと機体の組み合わせに関しては限定的な演出になってしまったと説明している。